# Góis

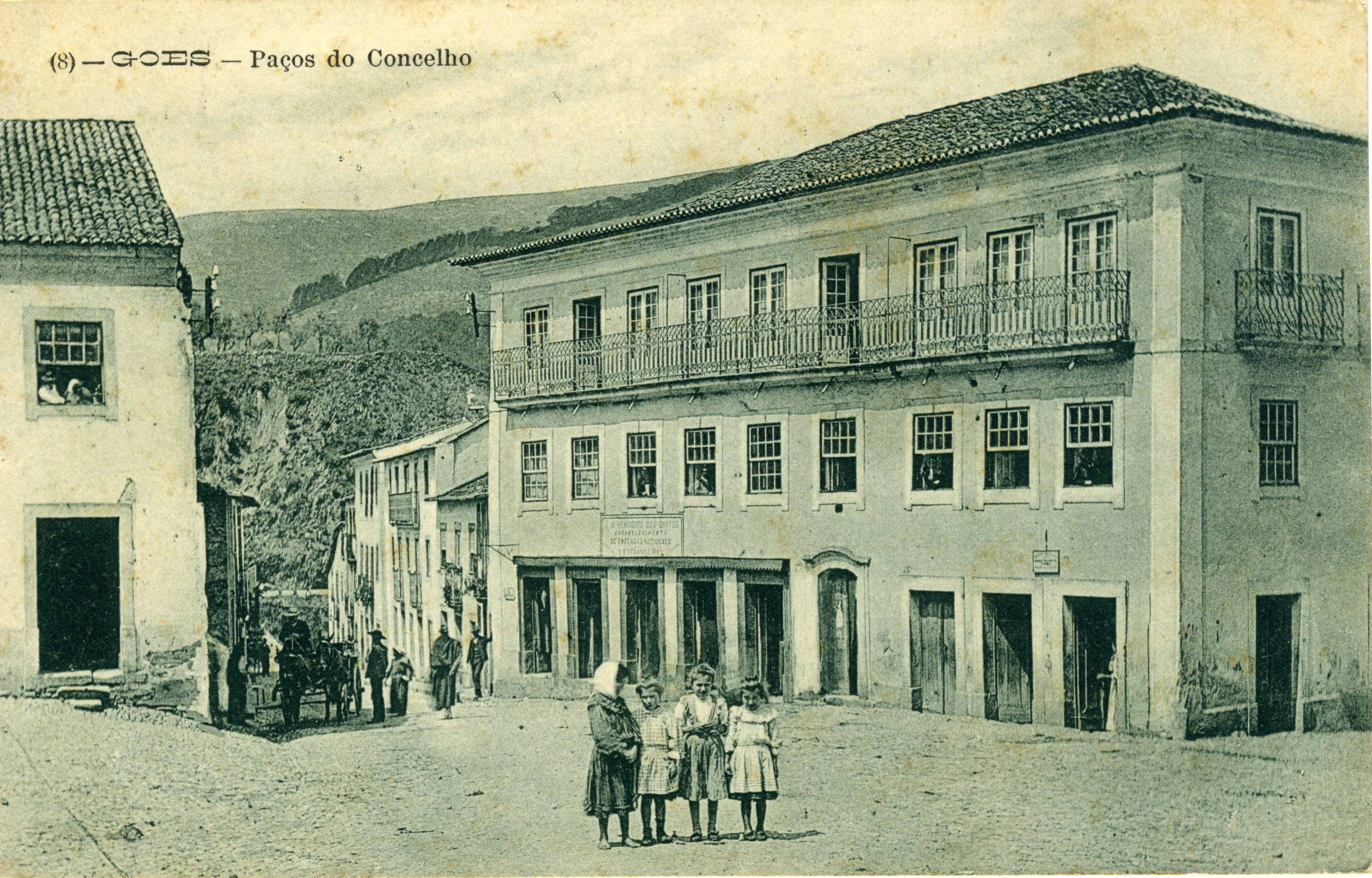
Oude postkaart van "Goes" (Góis)

Góis is een plaats en gemeente in het Portugese district Coimbra.
De gemeente heeft een totale oppervlakte van 263 km² en telde 4861 inwoners in 2001.
Góis is gelegen in de vallei Vale do Ceira tussen de gebergten Carvalhal en Rabadão, waardoor de rivier de Ceira stroomt. Góis ligt zo'n 40 km van de universiteits-stad Coimbra af, en heeft een geschiedenis van ca. 8 eeuwen.
Góis wordt ook wel de "Capital do Ceira" genoemd, omdat Góis het grootste dorp is dat aan deze rivier ligt (de Ceira is een rivier die uitmondt in de Mondego). Góis is vooral bekend om z'n prachtige omgeving, en trekt jaarlijks duizenden toeristen vanwege de badplaatsen en de ongerepte natuur.
Elk jaar is er in Góis een groot motorfeest (georganiseerd door de lokale "Góis Moto Clube"), de "Concentração". Dit feest, waar tienduizenden "motormuizen" op afkomen, veranderd Góis, van een klein rustig dorpje, in een grote mensenmassa, en wordt er drie dagen gefeest, met bekende (en onbekende) artiesten uit binnen en buitenland. Deze "Concentração" is, na die van Faro, de grootste van Portugal.
Góis is verdeeld in vijf "freguesias": Colmeal, Cadafaz, Vila Nova de Ceira, Góis en Alvares. De laatste, om een idee te krijgen van de grootte van de gemeente, ligt 30 km van Góis.
Góis is de laatste jaren veel in het nieuws geweest, vooral vanwege de bosbranden die deze gemeente zo veel hebben geteisterd; het gebrek aan mensen en voertuigen maken het gevecht tegen de brand heel moeilijk.